# Vel'sk
Vel'sk (in russo Beльcк?, talvolta anche Velsk) è una città della Russia, nell'Oblast' di Arcangelo.

## Geografia fisica
La città si trova nel punto in cui il fiume Vel' si butta nel fiume Vaga. Le sue coordinate sono 61°12'N 42°05'E.

## Storia
La città è stata fondata nel 1137. In seguito, nel XVI secolo, ha subito un'inondazione che l'ha distrutta. La città era riconosciuta prima del 1555 come un pogost e tra il 1556 e il 1780 come un posad, dopodiché ha ricevuto lo status di città.

## Popolazione
Vel'sk, dal 1989 ad oggi, ha avuto un lievissimo aumento di popolazione: contava 25.967 abitanti nel 1989 e 26.100 nel 2007.
| 1897  | 1926  | 1939  | 1959   | 1970   | 1979   | 1989   | 2002   | 2017   |
| ----- | ----- | ----- | ------ | ------ | ------ | ------ | ------ | ------ |
| 2 000 | 3 500 | 6 700 | 16 900 | 21 900 | 24 600 | 25 967 | 26 241 | 22 776 |